# Жезказган (аеропорт)
47°42′ пн. ш. 67°44′ зх. д. / 47.700° пн. ш. 67.733° зх. д.
Аеропо́рт «Жезказга́н» (англ. Zhezkazgan Airport) (IATA: DZN, ICAO: UAKD) — аеропорт міста Жезказган в Казахстані. Знаходиться за 8 км на південь від міста.
Летовище Жезказган 2 класу, здатне приймати повітряні судна Іл-76, Ту-154 та інші більш легкі, а також вертольоти всіх типів.
Історія аеропорту починається з 1949 року, коли в 1 кілометрі від станції Жезказган була підготовлена ґрунтова ЗПС; вона не давала можливості проводити регулярні рейси. Часто через дощі смугу розмивало і аеропорт тимчасово закривався.
Нова (асфальтобетона) ЗПС в Жезказгані була побудована в 1971-1973 роках, а в 1985 році — аеровокзал, здатний обслуговувати до 200 пасажирів на годину.
Перший рейс з нового аеропорту був виконаний 13 липня 1973 на літаку Іл-18. У 1970-і роки на території аеропорту була сформована Жезказганська об'єднана авіаескадрилья (ЖОАЕ). У 1983 році ЖОАЕ розпочала комерційну експлуатацію літака Л-410, а в 1995 році отримала 2 вертольоти Мі-8. У жовтні 1996 року утворилася авіакомпанія "Жезказган Ейр".
Починаючи з 2004 року в аеропорту за рахунок фінансової підтримки ТОО «Казахмис» проводиться реконструкція аеровокзалу, ЗПС та оновлення обладнання. З червня 2008 року постановою уряду Республіки Казахстан аеропорт набув статусу міжнародного.

## Авіалінії та напрямки
| Авіакомпанія | Пункт призначення         |
| ------------ | ------------------------- |
| SCAT         | Алмати                    |
| ZhezAir      | Алмати, Караганда, Балхаш |